# Shawn Fanning

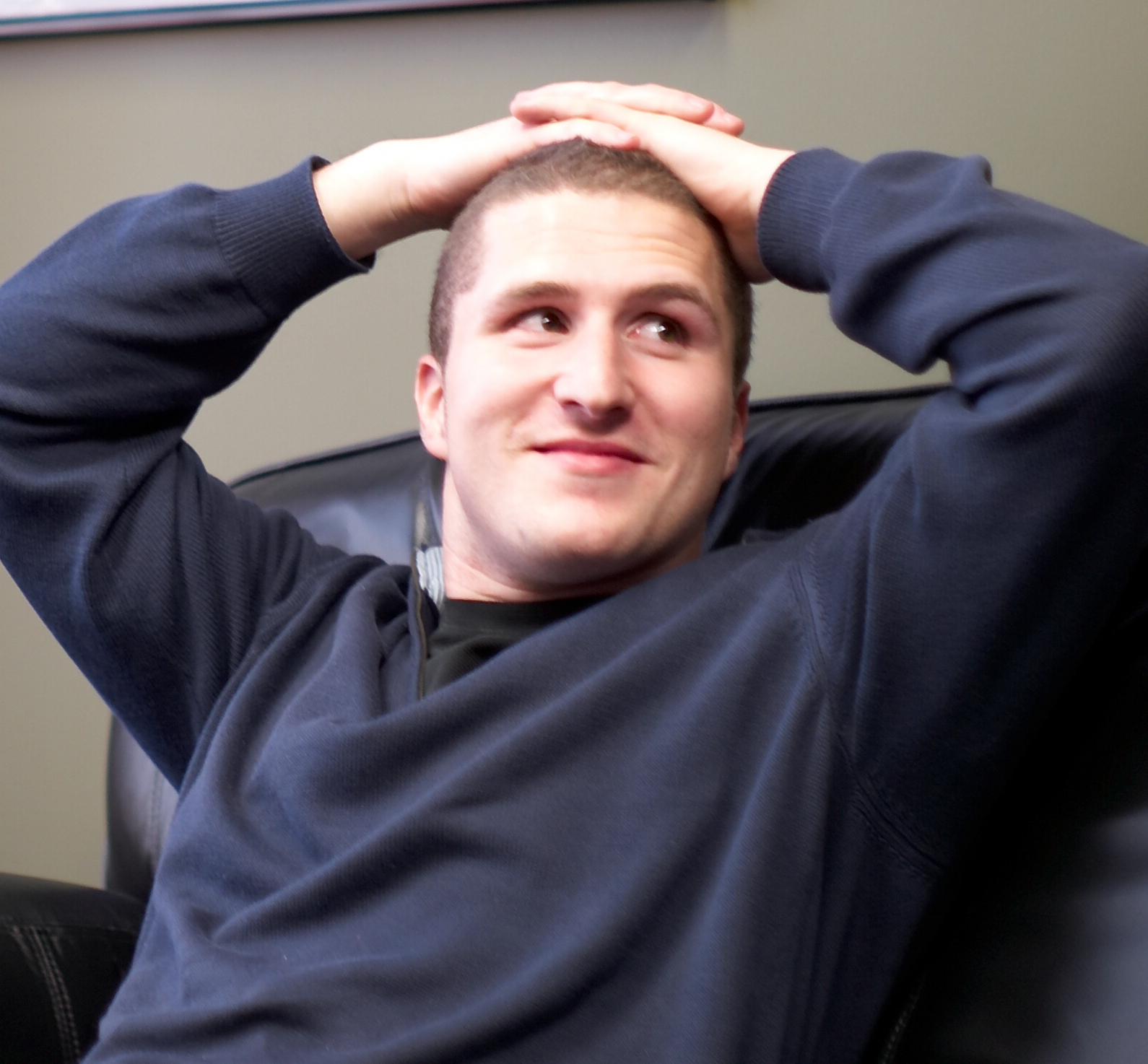
Fanning

Shawn Fanning (Brockton, Verenigde Staten, 22 november 1980) is een softwareontwikkelaar en bekend als oprichter van Napster.
In 1999 ontwikkelde hij het muziekruilprogramma Napster. Dit was het eerste onder een breed publiek bekende peer-to-peer-bestandsuitwisselingsprogramma. Onder druk van de muziekindustrie is Napster in 2003 opgehouden te bestaan. Het Duitse uitgeefconcern Bertelsmann heeft de restanten van Napster overgenomen en zag zich tot in 2007 achtervolgd door schadeclaims.
Hierna richtte Shawn Fanning het bedrijf SNOCAP op, dat zich ook met online muziek bezighoudt. In december 2006 bouwde Fanning Rupture, een profielensite voor onder andere World of Warcraft-gamers.